# Xã Oxford, Quận Coshocton, Ohio
Xã Oxford (tiếng Anh: Oxford Township) là một xã thuộc quận Coshocton, tiểu bang Ohio, Hoa Kỳ. Năm 2010, dân số của xã này là 1.527 người.